# Australisch voetbalelftal (mannen)
Het Australisch voetbalelftal is een team van voetballers dat Australië vertegenwoordigt bij internationale wedstrijden.
Australië was lid van de Oceanische voetbalbond OFC van 1966 tot en met 2005. Per 1 januari 2006 is Australië toegetreden tot de Aziatische voetbalbond AFC.
Australië was meestal oppermachtig in Oceanië door de geringe tegenstand van de overige landen in die regio. Door over te stappen naar de Aziatische bond gaan ze meerdere wedstrijden op hoger niveau spelen en naar verwachting stijgt daardoor ook het Australisch spelniveau. Dit moet leiden tot meer financiële mogelijkheden en vaker plaatsing voor het wereldkampioenschap.
Australië speelde op 22 februari 2006 zijn eerste officiële wedstrijd als AFC-lid uit tegen Bahrein en won met 3–1. Dit was een kwalificatiewedstrijd voor de Azië Cup 2007. Bij de eerste deelname aan het Aziatisch toernooi bereikte Australië de kwartfinale tegen Japan. Hierin werd na strafschoppen verloren. In 2015 werd in de finale Zuid-Korea in eigen land verslagen.
Het land won vier keer de Oceanië Cup en één keer de Azië Cup. In 1997 behaalde het de tweede plaats tijdens de FIFA Confederations Cup.

## Deelname aan internationale toernooien
Het Australisch voetbalelftal nam in 1965 voor het eerst deel aan het kwalificatietoernooi voor het Wereldkampioenschap voetbal 1966. Op 21 november speelde het land in Phnom Penh (Cambodja) tegen Noord-Korea. De wedstrijd werd verloren met 1–6. De enige goal voor Australië werd gemaakt door Les Scheinflug, die in de 70e minuut een strafschop binnenschoot. Ook de return drie dagen later werd verloren waardoor Australië niet naar het WK mocht. Zij plaatsten zich acht jaar later wel voor het WK van 1974. In de Finaleronde moesten drie wedstrijden tegen Zuid-Korea worden gespeeld. Na twee gelijke spelen werd de derde in Hongkong gewonnen met 1–0 waardoor voor de eerste mocht worden deelgenomen aan een WK-voetbal. Op dat eindtoernooi strandde het in de groepsfase. Zowel de eerste wedstrijd tegen Oost-Duitsland 0–2 als de tweede tegen West-Duitsland 0–3 ging verloren. In de afsluitende wedstrijd tegen Chili werd nog een punt gepakt 0–0, maar dat was onvoldoende voor de volgende ronde. Tussen 1974 en 2006 plaatste het land zich nooit voor een WK, maar daar kwam in 2006 verandering in. Driemaal achter elkaar plaatste Australië zich voor het hoofdtoernooi. Eén keer bereikte het de achtste finale. In 2006 werd in poule F eerst Japan met 3–1 verslagen. Van Brazilië (0–2) werd weliswaar verloren maar door het gelijke spel tegen Kroatië (2–2) werden de Australiërs toch tweede. In de achtste finale bleef het tot in de blessuretijd 0–0 tegen Italië. In de 95e minuut scoorde Francesco Totti echter de 1–0 uit een penalty.

### Wereldkampioenschap
| Wereldkampioenschap voetbal overzicht | Wereldkampioenschap voetbal overzicht | Wereldkampioenschap voetbal overzicht | Wereldkampioenschap voetbal overzicht | Wereldkampioenschap voetbal overzicht | Wereldkampioenschap voetbal overzicht | Wereldkampioenschap voetbal overzicht | Wereldkampioenschap voetbal overzicht | Wereldkampioenschap voetbal overzicht |
| Jaar                                  | Ronde                                 | Wed.                                  | W                                     | G                                     | V                                     | DV                                    | DT                                    |                                       |
| ------------------------------------- | ------------------------------------- | ------------------------------------- | ------------------------------------- | ------------------------------------- | ------------------------------------- | ------------------------------------- | ------------------------------------- | ------------------------------------- |
| 1966                                  | Niet gekwalificeerd                   | Niet gekwalificeerd                   | Niet gekwalificeerd                   | Niet gekwalificeerd                   | Niet gekwalificeerd                   | Niet gekwalificeerd                   | Niet gekwalificeerd                   | Niet gekwalificeerd                   |
| 1970                                  | Niet gekwalificeerd                   | Niet gekwalificeerd                   | Niet gekwalificeerd                   | Niet gekwalificeerd                   | Niet gekwalificeerd                   | Niet gekwalificeerd                   | Niet gekwalificeerd                   | Niet gekwalificeerd                   |
| 1974                                  | Groepsfase                            | 3                                     | 0                                     | 1                                     | 2                                     | 0                                     | 5                                     | (Kwal.)                               |
| 1978                                  | Niet gekwalificeerd                   | Niet gekwalificeerd                   | Niet gekwalificeerd                   | Niet gekwalificeerd                   | Niet gekwalificeerd                   | Niet gekwalificeerd                   | Niet gekwalificeerd                   | Niet gekwalificeerd                   |
| 1982                                  | Niet gekwalificeerd                   | Niet gekwalificeerd                   | Niet gekwalificeerd                   | Niet gekwalificeerd                   | Niet gekwalificeerd                   | Niet gekwalificeerd                   | Niet gekwalificeerd                   | Niet gekwalificeerd                   |
| 1986                                  | Niet gekwalificeerd                   | Niet gekwalificeerd                   | Niet gekwalificeerd                   | Niet gekwalificeerd                   | Niet gekwalificeerd                   | Niet gekwalificeerd                   | Niet gekwalificeerd                   | Niet gekwalificeerd                   |
| 1990                                  | Niet gekwalificeerd                   | Niet gekwalificeerd                   | Niet gekwalificeerd                   | Niet gekwalificeerd                   | Niet gekwalificeerd                   | Niet gekwalificeerd                   | Niet gekwalificeerd                   | Niet gekwalificeerd                   |
| 1994                                  | Niet gekwalificeerd                   | Niet gekwalificeerd                   | Niet gekwalificeerd                   | Niet gekwalificeerd                   | Niet gekwalificeerd                   | Niet gekwalificeerd                   | Niet gekwalificeerd                   | Niet gekwalificeerd                   |
| 1998                                  | Niet gekwalificeerd                   | Niet gekwalificeerd                   | Niet gekwalificeerd                   | Niet gekwalificeerd                   | Niet gekwalificeerd                   | Niet gekwalificeerd                   | Niet gekwalificeerd                   | Niet gekwalificeerd                   |
| 2002                                  | Niet gekwalificeerd                   | Niet gekwalificeerd                   | Niet gekwalificeerd                   | Niet gekwalificeerd                   | Niet gekwalificeerd                   | Niet gekwalificeerd                   | Niet gekwalificeerd                   | Niet gekwalificeerd                   |
| 2006                                  | Achtste finale                        | 4                                     | 1                                     | 1                                     | 2                                     | 5                                     | 6                                     | (Kwal.)                               |
| 2010                                  | Groepsfase                            | 3                                     | 1                                     | 1                                     | 1                                     | 3                                     | 6                                     | (Kwal.)                               |
| 2014                                  | Groepsfase                            | 3                                     | 0                                     | 0                                     | 3                                     | 3                                     | 9                                     | (Kwal.)                               |
| 2018                                  | Groepsfase                            | 3                                     | 0                                     | 1                                     | 2                                     | 2                                     | 5                                     | (Kwal.)                               |
| 2022                                  | Achtste finale                        | 4                                     | 2                                     | 0                                     | 2                                     | 4                                     | 6                                     | (Kwal.)                               |
| 2026                                  | Gekwalificeerd                        | Gekwalificeerd                        | Gekwalificeerd                        | Gekwalificeerd                        | Gekwalificeerd                        | Gekwalificeerd                        | Gekwalificeerd                        | (Kwal.)                               |
| Totaal                                | 6 keer                                | 20                                    | 4                                     | 4                                     | 12                                    | 17                                    | 37                                    |                                       |

### FIFA Confederations Cup
| FIFA Confederations Cup overzicht | FIFA Confederations Cup overzicht | FIFA Confederations Cup overzicht | FIFA Confederations Cup overzicht | FIFA Confederations Cup overzicht | FIFA Confederations Cup overzicht | FIFA Confederations Cup overzicht | FIFA Confederations Cup overzicht | FIFA Confederations Cup overzicht |
| Jaar                              | Ronde                             | Wed.                              | W                                 | G                                 | V                                 | DV                                | DT                                |                                   |
| --------------------------------- | --------------------------------- | --------------------------------- | --------------------------------- | --------------------------------- | --------------------------------- | --------------------------------- | --------------------------------- | --------------------------------- |
| 1997                              | Tweede                            | 5                                 | 2                                 | 1                                 | 2                                 | 4                                 | 8                                 |                                   |
| 1999                              | Geen deelname                     | Geen deelname                     | Geen deelname                     | Geen deelname                     | Geen deelname                     | Geen deelname                     | Geen deelname                     |                                   |
| 2001                              | Derde                             | 5                                 | 3                                 | 0                                 | 2                                 | 4                                 | 2                                 |                                   |
| 2003                              | Geen deelname                     | Geen deelname                     | Geen deelname                     | Geen deelname                     | Geen deelname                     | Geen deelname                     | Geen deelname                     |                                   |
| 2005                              | Groepsfase                        | 3                                 | 0                                 | 0                                 | 3                                 | 5                                 | 10                                |                                   |
| 2009–2013                         | Geen deelname                     | Geen deelname                     | Geen deelname                     | Geen deelname                     | Geen deelname                     | Geen deelname                     | Geen deelname                     |                                   |
| 2017                              | Groepsfase                        | 3                                 | 0                                 | 2                                 | 1                                 | 4                                 | 5                                 |                                   |
| Totaal                            | 4/9                               | 16                                | 5                                 | 3                                 | 8                                 | 17                                | 25                                |                                   |

### Oceanië Cup
Australië was tot en met 2005 lid van de OFC en speelde daarom mee met het Oceanisch kampioenschap voetbal. Iedere deelname werd de finale bereikt (6 keer). In totaal won Australië het toernooi 4 keer. In 1980 (4−2) en 1996 (5−0) werd Tahiti in de finale verslagen. In 2000 werd Nieuw-Zeeland verslagen (2–0), In 2004 won Australië met 6–0 van de Salomonseilanden. Dat zou gelijk het laatste toernooi zijn omdat Australië overstapte naar de Aziatische voetbalbond.
| Oceanië Cup overzicht | Oceanië Cup overzicht | Oceanië Cup overzicht | Oceanië Cup overzicht | Oceanië Cup overzicht | Oceanië Cup overzicht | Oceanië Cup overzicht | Oceanië Cup overzicht | Oceanië Cup overzicht |
| Jaar                  | Ronde                 | Wed.                  | W                     | G                     | V                     | DV                    | DT                    |                       |
| --------------------- | --------------------- | --------------------- | --------------------- | --------------------- | --------------------- | --------------------- | --------------------- | --------------------- |
| 1980                  | Kampioen              | 4                     | 4                     | 0                     | 0                     | 24                    | 4                     |                       |
| 1996                  | Kampioen              | 4                     | 3                     | 1                     | 0                     | 14                    | 0                     |                       |
| 1998                  | Tweede                | 4                     | 3                     | 0                     | 1                     | 23                    | 3                     |                       |
| 2000                  | Kampioen              | 4                     | 4                     | 0                     | 0                     | 26                    | 0                     |                       |
| 2002                  | Tweede                | 5                     | 4                     | 0                     | 1                     | 23                    | 2                     |                       |
| 2004                  | Kampioen              | 7                     | 6                     | 1                     | 0                     | 32                    | 4                     |                       |
| Totaal                | 4 keer                | 28                    | 24                    | 2                     | 2                     | 142                   | 13                    |                       |

Australië is vanaf 2006 lid van de AFC en speelt in 2007 voor de eerste keer mee aan het Aziatisch voetbalkampioenschap. In groep A van dat toernooi wordt 1 wedstrijd gewonnen (Thailand, 4–0). Daarmee plaatst Australië zich voor de kwartfinale. In die kwartfinale speelt het land gelijk tegen Japan. De strafschoppenserie wordt echter door Japan gewonnen, waardoor dat land doorgaat naar de halve finale. Op het toernooi van 2011 wordt wederom verloren van Japan. Dit keer met 0–1 in de finale. Vier jaar later wint Australië het toernooi door in de finale Zuid-Korea met 2–1 te verslaan. De doelpunten voor Australië worden gemaakt door Massimo Luongo en James Troisi.

### Aziatisch kampioenschap
| Azië Cup overzicht | Azië Cup overzicht | Azië Cup overzicht | Azië Cup overzicht | Azië Cup overzicht | Azië Cup overzicht | Azië Cup overzicht | Azië Cup overzicht | Azië Cup overzicht |
| Jaar               | Ronde              | Wed.               | W                  | G                  | V                  | DV                 | DT                 |                    |
| ------------------ | ------------------ | ------------------ | ------------------ | ------------------ | ------------------ | ------------------ | ------------------ | ------------------ |
| 2007               | Kwartfinale        | 4                  | 1                  | 2                  | 1                  | 7                  | 5                  | (Kwal.)            |
| 2011               | Tweede             | 6                  | 4                  | 1                  | 1                  | 13                 | 2                  | (Kwal.)            |
| 2015               | Kampioen           | 6                  | 5                  | 0                  | 1                  | 14                 | 3                  |                    |
| 2019               | Kwartfinale        | 5                  | 2                  | 1                  | 2                  | 6                  | 4                  | (Kwal.)            |
| 2023               | Kwartfinale        | 5                  | 3                  | 1                  | 1                  | 9                  | 3                  | (Kwal.)            |

### Oost-Aziatisch kampioenschap
| Oost-Azië Cup overzicht | Oost-Azië Cup overzicht | Oost-Azië Cup overzicht | Oost-Azië Cup overzicht | Oost-Azië Cup overzicht | Oost-Azië Cup overzicht | Oost-Azië Cup overzicht | Oost-Azië Cup overzicht | Oost-Azië Cup overzicht |
| Jaar                    | Ronde                   | Wed.                    | W                       | G                       | V                       | DV                      | DT                      |                         |
| ----------------------- | ----------------------- | ----------------------- | ----------------------- | ----------------------- | ----------------------- | ----------------------- | ----------------------- | ----------------------- |
| 2013                    | Vierde                  | 3                       | 0                       | 1                       | 2                       | 5                       | 7                       | (Kwal.)                 |

## WK 2006
In 2005 wist Australië zich onder leiding van de Nederlandse trainer Guus Hiddink voor het eerst in 32 jaar te kwalificeren voor de WK-eindronde. In de beslissende play-off tegen Uruguay won de ploeg na strafschoppen. In Montevideo werd het 1-0 voor Uruguay, in Sydney 1-0 voor Australië. Voor het WK werd Australië ingedeeld in Groep F, samen met Japan, Brazilië en Kroatië.
Op 4 juni 2006 speelde Australië ter voorbereiding op het WK een vriendschappelijke wedstrijd tegen Nederland in Stadion Feijenoord in Rotterdam. Dat oefenduel eindigde in een gelijkspel (1-1).
Op 12 juni nam Australië het in de eerste WK-wedstrijd op tegen Japan. In deze wedstrijd stond Australië tot vijf minuten voor tijd met 0-1 achter, maar door twee doelpunten van Tim Cahill en een van John Aloisi (die beiden in de tweede helft waren ingevallen) wisten de Socceroos de score naar 3-1 om te buigen. Op 18 juni nam Australië het op tegen Brazilië in de Allianz Arena te München. Dit duel werd na een bittere strijd met 0-2 verloren door doelpunten van Adriano en invaller Fred. Op 22 juni nam Australië het op tegen Kroatië. In het Gottlieb Daimlerstadion te Stuttgart werd het 2-2. Hierdoor was Australië verzekerd van een plek in de tweede ronde.
In de achtste finale was Italië, de latere winnaar van het WK, de tegenstander. In deze wedstrijd bleef het lang 0-0 en de Italianen kwamen in de vijftigste minuut met tien man te staan na een rode kaart van verdediger Marco Materazzi. Vanaf dat moment moest Australië het spel maken en kwam het tot een aantal kansen. Het bleef echter 0-0 tot de 93ste minuut, toen Italië een dubieuze strafschop toegewezen kreeg van de scheidsrechter Luis Medina Cantalejo. Deze penalty werd benut door Francesco Totti, waardoor Australië was uitgeschakeld.

## FIFA-wereldranglijst[7]
| 1993 | 1994 | 1995 | 1996 | 1997 | 1998 | 1999 | 2000 | 2001 | 2002 | 2003 | 2004 | 2005 | 2006 | 2007 | 2008 | 2009 | 2010 | 2011 | 2012 | 2013 | 2014 | 2015 | 2016 | 2017 | 2018 | 2019 | 2020 | 2021 |
| ---- | ---- | ---- | ---- | ---- | ---- | ---- | ---- | ---- | ---- | ---- | ---- | ---- | ---- | ---- | ---- | ---- | ---- | ---- | ---- | ---- | ---- | ---- | ---- | ---- | ---- | ---- | ---- | ---- |
| 49   | 58   | 51   | 50   | 35   | 39   | 89   | 73   | 48   | 50   | 82   | 58   | 48   | 39   | 48   | 28   | 21   | 26   | 23   | 36   | 58   | 100  | 57   | 47   | 38   | 41   | 42   | 41   | 35   |

## Topscorers
Per 4 december 2022 (na de uitschakeling in het WK 2022 door Argentinië}
|    | Speler          | Carrière  | Goals | Interlands | Moyenne |
| -- | --------------- | --------- | ----- | ---------- | ------- |
| 1  | Tim Cahill      | 2004-2018 | 50    | 108        | 0,46    |
| 2  | Damian Mori     | 1992-2002 | 29    | 45         | 0.64    |
| 3  | Archie Thompson | 2001-2013 | 28    | 54         | 0,52    |
| 4  | John Aloisi     | 1993-2008 | 27    | 55         | 0,49    |
| 5  | John Kosmina    | 1977-1988 | 25    | 60         | 0,42    |
| 5  | Attila Abonyi   | 1967-1977 | 25    | 61         | 0,41    |
| 7  | David Zdrilic   | 1997-2010 | 20    | 31         | 0,65    |
| 7  | Mile Jedinak    | 2008-2018 | 20    | 79         | 0,25    |
| 7  | Brett Emerton   | 1998-2012 | 20    | 95         | 0,21    |
| 10 | Graham Arnold   | 1985-1997 | 19    | 56         | 0,34    |

## Huidige selectie
De volgende spelers werden opgenomen in de selectie voor het WK 2022.
Interlands en doelpunten bijgewerkt tot en met de wedstrijd tegen  Nieuw-Zeeland op 25 september 2022.
| №           | Naam               | Wed. | Dlpnt. | Club                   |
| ----------- | ------------------ | ---- | ------ | ---------------------- |
| Doel        |                    |      |        |                        |
|             | Mathew Ryan        | 75   | 0      | FC Kopenhagen          |
|             | Andrew Redmayne    | 4    | 0      | Sydney FC              |
|             | Danny Vukovic      | 4    | 0      | Central Coast Mariners |
| Verdediging |                    |      |        |                        |
|             | Aziz Behich        | 53   | 2      | Dundee United          |
|             | Milos Degenek      | 38   | 1      | Columbus Crew          |
|             | Bailey Wright      | 27   | 2      | Sunderland             |
|             | Fran Karačić       | 10   | 1      | Brescia                |
|             | Harry Souttar      | 10   | 6      | Stoke City             |
|             | Nathaniel Atkinson | 5    | 0      | Heart of Midlothian    |
|             | Joel King          | 4    | 0      | Odense BK              |
|             | Kye Rowles         | 3    | 0      | Heart of Midlothian    |
|             | Thomas Deng        | 2    | 0      | Albirex Niigata        |
| Middenveld  |                    |      |        |                        |
|             | Aaron Mooy         | 53   | 7      | Celtic                 |
|             | Jackson Irvine     | 49   | 7      | FC St. Pauli           |
|             | Ajdin Hrustić      | 20   | 3      | Hellas Verona          |
|             | Riley McGree       | 11   | 1      | Middlesbrough          |
|             | Keanu Baccus       | 3    | 0      | St. Mirren             |
|             | Cameron Devlin     | 1    | 0      | Heart of Midlothian    |
| Aanval      |                    |      |        |                        |
|             | Mathew Leckie      | 73   | 13     | Melbourne City         |
|             | Awer Mabil         | 29   | 8      | Cádiz                  |
|             | Jamie Maclaren     | 26   | 8      | Melbourne City         |
|             | Mitchell Duke      | 21   | 8      | Fagiano Okayama        |
|             | Martin Boyle       | 19   | 5      | Hibernian              |
|             | Craig Goodwin      | 10   | 1      | Adelaide United        |
|             | Jason Cummings     | 1    | 1      | Central Coast Mariners |
|             | Garang Kuol        | 1    | 0      | Central Coast Mariners |

## Bondscoaches
- Bijgewerkt tot en met de oefenwedstrijd tegen  Griekenland (1–2) op 7 juni 2016.

| Naam                     | Van  | Tot   | Interlands | W  | G  | V  |
| ------------------------ | ---- | ----- | ---------- | -- | -- | -- |
| N Gillespi               | 1947 | 1947  |            |    |    |    |
| Tom Langridge            | 1947 | 1947  |            |    |    |    |
| Tom Jack                 | 1950 | 1950  |            |    |    |    |
| Harry Brophy             | 1954 | 1955  |            |    |    |    |
| Joe Marston              | 1958 | 1958  |            |    |    |    |
| Tiko Jelisavcic          | 1965 | 1965  | 6          | 3  | 0  | 3  |
| Jozef Vengloš            | 1965 | 1967  | 7          | 4  | 1  | 2  |
| Joe Vlatsis              | 1967 | 1969  | 23         | 13 | 7  | 3  |
| Ralé Rasic               | 1970 | 1974  | 31         | 16 | 9  | 6  |
| Brian Green              | 1976 | 1976  | 2          | 2  | 0  | 0  |
| Jim Shoulder             | 1976 | 1978  | 25         | 10 | 7  | 8  |
| Rudi Gutendorf           | 1979 | 1981  | 18         | 3  | 8  | 7  |
| Les Scheinflug           | 1981 | 1983  | 12         | 8  | 1  | 3  |
| Frank Arok               | 1983 | 1989  | 46         | 21 | 14 | 11 |
| Les Scheinflug (interim) | 1983 | 1983  | 4          | 3  | 0  | 1  |
| Les Scheinflug (interim) | 1990 | 1990  | 1          | 1  | 0  | 0  |
| Eddie Thomson            | 1990 | 1996  | 56         | 26 | 11 | 19 |
| Les Scheinflug (interim) | 1992 | 1992  | 3          | 2  | 1  | 0  |
| Vic Fernandez (interim)  | 1992 | 1992  | 2          | 1  | 0  | 1  |
| Les Scheinflug (interim) | 1994 | 1994  | 1          | 1  | 0  | 0  |
| Raul Blanco (interim)    | 1996 | 1996  | 2          | 2  | 0  | 0  |
| Terry Venables           | 1997 | 1998  | 23         | 15 | 3  | 5  |
| Raul Blanco (interim)    | 1998 | 1999  | 5          | 3  | 1  | 1  |
| Frank Farina             | 1999 | 2005  | 58         | 34 | 9  | 15 |
| Guus Hiddink             | 2005 | 2006  | 12         | 7  | 2  | 3  |
| Graham Arnold (interim)  | 2006 | 2007  | 15         | 6  | 4  | 5  |
| Rob Baan (interim)       | 2007 | 2007  | 1          | 1  | 0  | 0  |
| Pim Verbeek              | 2007 | 2010  | 33         | 18 | 9  | 6  |
| Han Berger (interim)     | 2010 | 2010  | 1          | 0  | 0  | 1  |
| Holger Osieck            | 2010 | 2013  | 43         | 23 | 10 | 11 |
| Aurelio Vidmar (interim) | 2013 | 2013  | 1          | 1  | 0  | 0  |
| Ange Postecoglou         | 2013 | 2017  | 31         | 15 | 4  | 12 |
| Graham Arnold            |      | 2024  | -          | -  | -  | -  |
| Tony Popovic             | 2024 | heden | -          | -  | -  | -  |

## Trivia
- Tim Cahill is de eerste speler die een doelpunt voor Australië maakte tijdens een WK-eindronde. Dit gebeurde bij het WK van 2006 in het duel tegen Japan, dat met 3–1 werd gewonnen.
- Australië heeft het record in handen van de grootste overwinning in het internationaal voetbal. Op 11 april 2001 versloeg het Amerikaans-Samoa met 31-0, in Coffs Harbour. In deze wedstrijd scoorde Archie Thompson dertien keer, wat ook een record is.

## Selecties

### Wereldkampioenschap
| Selectie van Australië tijdens het Wereldkampioenschap 2006 | Selectie van Australië tijdens het Wereldkampioenschap 2006 | Selectie van Australië tijdens het Wereldkampioenschap 2006 | Selectie van Australië tijdens het Wereldkampioenschap 2006 | Selectie van Australië tijdens het Wereldkampioenschap 2006 | Selectie van Australië tijdens het Wereldkampioenschap 2006 | Selectie van Australië tijdens het Wereldkampioenschap 2006 | Selectie van Australië tijdens het Wereldkampioenschap 2006 | Selectie van Australië tijdens het Wereldkampioenschap 2006 |
| №                                                           | Naam                                                        | Wed.                                                        | Dlpnt.                                                      | Club                                                        |                                                             |                                                             |                                                             |                                                             |
| ----------------------------------------------------------- | ----------------------------------------------------------- | ----------------------------------------------------------- | ----------------------------------------------------------- | ----------------------------------------------------------- | ----------------------------------------------------------- | ----------------------------------------------------------- | ----------------------------------------------------------- | ----------------------------------------------------------- |
| Doel                                                        |                                                             |                                                             |                                                             |                                                             |                                                             |                                                             |                                                             |                                                             |
| 1                                                           | Mark Schwarzer                                              |                                                             |                                                             | Middlesbrough                                               |                                                             |                                                             |                                                             |                                                             |
| 12                                                          | Ante Čović                                                  |                                                             |                                                             | Hammarby IF                                                 |                                                             |                                                             |                                                             |                                                             |
| 18                                                          | Zeljko Kalac                                                |                                                             |                                                             | AC Milan                                                    |                                                             |                                                             |                                                             |                                                             |
| Verdediging                                                 |                                                             |                                                             |                                                             |                                                             |                                                             |                                                             |                                                             |                                                             |
| 2                                                           | Lucas Neill                                                 |                                                             |                                                             | Blackburn Rovers                                            |                                                             |                                                             |                                                             |                                                             |
| 3                                                           | Craig Moore                                                 |                                                             |                                                             | Newcastle United                                            |                                                             |                                                             |                                                             |                                                             |
| 6                                                           | Tony Popovic                                                |                                                             |                                                             | Crystal Palace                                              |                                                             |                                                             |                                                             |                                                             |
| 16                                                          | Michael Beauchamp                                           |                                                             |                                                             | Central Coast Mariners                                      |                                                             |                                                             |                                                             |                                                             |
| 20                                                          | Luke Wilkshire                                              |                                                             |                                                             | Bristol City                                                |                                                             |                                                             |                                                             |                                                             |
| 22                                                          | Mark Milligan                                               |                                                             |                                                             | Sydney FC                                                   |                                                             |                                                             |                                                             |                                                             |
| Middenveld                                                  |                                                             |                                                             |                                                             |                                                             |                                                             |                                                             |                                                             |                                                             |
| 5                                                           | Jason Čulina                                                |                                                             |                                                             | PSV Eindhoven                                               |                                                             |                                                             |                                                             |                                                             |
| 7                                                           | Brett Emerton                                               |                                                             |                                                             | Blackburn Rovers                                            |                                                             |                                                             |                                                             |                                                             |
| 8                                                           | Josip Skoko                                                 |                                                             |                                                             | Stoke City                                                  |                                                             |                                                             |                                                             |                                                             |
| 10                                                          | Harry Kewell                                                |                                                             |                                                             | Liverpool                                                   |                                                             |                                                             |                                                             |                                                             |
| 11                                                          | Stan Lazaridis                                              |                                                             |                                                             | Birmingham City                                             |                                                             |                                                             |                                                             |                                                             |
| 13                                                          | Vince Grella                                                |                                                             |                                                             | Parma FC                                                    |                                                             |                                                             |                                                             |                                                             |
| 14                                                          | Scott Chipperfield                                          |                                                             |                                                             | FC Basel                                                    |                                                             |                                                             |                                                             |                                                             |
| 21                                                          | Mile Sterjovski                                             |                                                             |                                                             | FC Basel                                                    |                                                             |                                                             |                                                             |                                                             |
| 23                                                          | Mark Bresciano                                              |                                                             |                                                             | Parma FC                                                    |                                                             |                                                             |                                                             |                                                             |
| Aanval                                                      |                                                             |                                                             |                                                             |                                                             |                                                             |                                                             |                                                             |                                                             |
| 4                                                           | Tim Cahill                                                  |                                                             |                                                             | Everton                                                     |                                                             |                                                             |                                                             |                                                             |
| 9                                                           | Mark Viduka                                                 |                                                             |                                                             | Middlesbrough                                               |                                                             |                                                             |                                                             |                                                             |
| 15                                                          | John Aloisi                                                 |                                                             |                                                             | CD Alavés                                                   |                                                             |                                                             |                                                             |                                                             |
| 17                                                          | Archie Thompson                                             |                                                             |                                                             | PSV Eindhoven                                               |                                                             |                                                             |                                                             |                                                             |
| 19                                                          | Joshua Kennedy                                              |                                                             |                                                             | Dynamo Dresden                                              |                                                             |                                                             |                                                             |                                                             |
| Bondscoach: Guus Hiddink                                    |                                                             |                                                             |                                                             |                                                             |                                                             |                                                             |                                                             |                                                             |

| Selectie van Australië tijdens het Wereldkampioenschap 2014 | Selectie van Australië tijdens het Wereldkampioenschap 2014 | Selectie van Australië tijdens het Wereldkampioenschap 2014 | Selectie van Australië tijdens het Wereldkampioenschap 2014 | Selectie van Australië tijdens het Wereldkampioenschap 2014 | Selectie van Australië tijdens het Wereldkampioenschap 2014 | Selectie van Australië tijdens het Wereldkampioenschap 2014 | Selectie van Australië tijdens het Wereldkampioenschap 2014 | Selectie van Australië tijdens het Wereldkampioenschap 2014 |
| №                                                           | Naam                                                        | Wed.                                                        | Dlpnt.                                                      | Club                                                        |                                                             |                                                             |                                                             |                                                             |
| ----------------------------------------------------------- | ----------------------------------------------------------- | ----------------------------------------------------------- | ----------------------------------------------------------- | ----------------------------------------------------------- | ----------------------------------------------------------- | ----------------------------------------------------------- | ----------------------------------------------------------- | ----------------------------------------------------------- |
| Doel                                                        |                                                             |                                                             |                                                             |                                                             |                                                             |                                                             |                                                             |                                                             |
| 1                                                           | Mathew Ryan                                                 |                                                             |                                                             | Club Brugge KV                                              |                                                             |                                                             |                                                             |                                                             |
| 12                                                          | Mitchell Langerak                                           |                                                             |                                                             | Borussia Dortmund                                           |                                                             |                                                             |                                                             |                                                             |
| 18                                                          | Eugene Galekovic                                            |                                                             |                                                             | Adelaide United                                             |                                                             |                                                             |                                                             |                                                             |
| Verdediging                                                 |                                                             |                                                             |                                                             |                                                             |                                                             |                                                             |                                                             |                                                             |
| 2                                                           | Ivan Franjić                                                |                                                             |                                                             | Brisbane Roar                                               |                                                             |                                                             |                                                             |                                                             |
| 3                                                           | Jason Davidson                                              |                                                             |                                                             | Heracles Almelo                                             |                                                             |                                                             |                                                             |                                                             |
| 6                                                           | Matthew Špiranović                                          |                                                             |                                                             | Western Sydney W.                                           |                                                             |                                                             |                                                             |                                                             |
| 8                                                           | Bailey Wright                                               |                                                             |                                                             | Preston North End                                           |                                                             |                                                             |                                                             |                                                             |
| 19                                                          | Ryan McGowan                                                |                                                             |                                                             | Shandong Luneng                                             |                                                             |                                                             |                                                             |                                                             |
| 22                                                          | Alex Wilkinson                                              |                                                             |                                                             | Jeonbuk FC                                                  |                                                             |                                                             |                                                             |                                                             |
| Middenveld                                                  |                                                             |                                                             |                                                             |                                                             |                                                             |                                                             |                                                             |                                                             |
| 5                                                           | Mark Milligan                                               |                                                             |                                                             | Melbourne Victory                                           |                                                             |                                                             |                                                             |                                                             |
| 10                                                          | Ben Halloran                                                |                                                             |                                                             | Fortuna Düsseldorf                                          |                                                             |                                                             |                                                             |                                                             |
| 13                                                          | Oliver Bozanić                                              |                                                             |                                                             | FC Luzern                                                   |                                                             |                                                             |                                                             |                                                             |
| 14                                                          | James Troisi                                                |                                                             |                                                             | Melbourne Victory                                           |                                                             |                                                             |                                                             |                                                             |
| 15                                                          | Mile Jedinak                                                |                                                             |                                                             | Crystal Palace                                              |                                                             |                                                             |                                                             |                                                             |
| 16                                                          | James Holland                                               |                                                             |                                                             | Austria Wien                                                |                                                             |                                                             |                                                             |                                                             |
| 17                                                          | Matt McKay                                                  |                                                             |                                                             | Brisbane Roar                                               |                                                             |                                                             |                                                             |                                                             |
| 20                                                          | Dario Vidošić                                               |                                                             |                                                             | FC Sion                                                     |                                                             |                                                             |                                                             |                                                             |
| 21                                                          | Massimo Luongo                                              |                                                             |                                                             | Swindon Town                                                |                                                             |                                                             |                                                             |                                                             |
| 23                                                          | Mark Bresciano                                              |                                                             |                                                             | Al-Gharafa                                                  |                                                             |                                                             |                                                             |                                                             |
| Aanval                                                      |                                                             |                                                             |                                                             |                                                             |                                                             |                                                             |                                                             |                                                             |
| 4                                                           | Tim Cahill                                                  |                                                             |                                                             | New York Red Bulls                                          |                                                             |                                                             |                                                             |                                                             |
| 7                                                           | Mathew Leckie                                               |                                                             |                                                             | FSV Frankfurt                                               |                                                             |                                                             |                                                             |                                                             |
| 9                                                           | Adam Taggart                                                |                                                             |                                                             | Newcastle United Jets                                       |                                                             |                                                             |                                                             |                                                             |
| 11                                                          | Tommy Oar                                                   |                                                             |                                                             | FC Utrecht                                                  |                                                             |                                                             |                                                             |                                                             |
| Bondscoach: Ange Postecoglou                                |                                                             |                                                             |                                                             |                                                             |                                                             |                                                             |                                                             |                                                             |

### FIFA Confederations Cup
| Selectie van Australië tijdens het FIFA Confederations Cup 2017 | Selectie van Australië tijdens het FIFA Confederations Cup 2017 | Selectie van Australië tijdens het FIFA Confederations Cup 2017 | Selectie van Australië tijdens het FIFA Confederations Cup 2017 | Selectie van Australië tijdens het FIFA Confederations Cup 2017 | Selectie van Australië tijdens het FIFA Confederations Cup 2017 | Selectie van Australië tijdens het FIFA Confederations Cup 2017 | Selectie van Australië tijdens het FIFA Confederations Cup 2017 | Selectie van Australië tijdens het FIFA Confederations Cup 2017 |
| №                                                               | Naam                                                            | Wed.                                                            | Dlpnt.                                                          | Club                                                            |                                                                 |                                                                 |                                                                 |                                                                 |
| --------------------------------------------------------------- | --------------------------------------------------------------- | --------------------------------------------------------------- | --------------------------------------------------------------- | --------------------------------------------------------------- | --------------------------------------------------------------- | --------------------------------------------------------------- | --------------------------------------------------------------- | --------------------------------------------------------------- |
| Doel                                                            |                                                                 |                                                                 |                                                                 |                                                                 |                                                                 |                                                                 |                                                                 |                                                                 |
| 1                                                               | Mathew Ryan                                                     |                                                                 |                                                                 | KRC Genk                                                        |                                                                 |                                                                 |                                                                 |                                                                 |
| 12                                                              | Mitchell Langerak                                               |                                                                 |                                                                 | VfB Stuttgart                                                   |                                                                 |                                                                 |                                                                 |                                                                 |
| 18                                                              | Danny Vukovic                                                   |                                                                 |                                                                 | Sydney FC                                                       |                                                                 |                                                                 |                                                                 |                                                                 |
| Verdediging                                                     |                                                                 |                                                                 |                                                                 |                                                                 |                                                                 |                                                                 |                                                                 |                                                                 |
| 2                                                               | Milos Degenek                                                   |                                                                 |                                                                 | Yokohama F. Marinos                                             |                                                                 |                                                                 |                                                                 |                                                                 |
| 3                                                               | Alex Gersbach                                                   |                                                                 |                                                                 | Rosenborg BK                                                    |                                                                 |                                                                 |                                                                 |                                                                 |
| 5                                                               | Mark Milligan                                                   |                                                                 |                                                                 | Baniyas SC                                                      |                                                                 |                                                                 |                                                                 |                                                                 |
| 6                                                               | Dylan McGowan                                                   |                                                                 |                                                                 | Adelaide United                                                 |                                                                 |                                                                 |                                                                 |                                                                 |
| 8                                                               | Bailey Wright                                                   |                                                                 |                                                                 | Bristol City                                                    |                                                                 |                                                                 |                                                                 |                                                                 |
| 16                                                              | Aziz Behich                                                     |                                                                 |                                                                 | Bursaspor                                                       |                                                                 |                                                                 |                                                                 |                                                                 |
| 19                                                              | Ryan McGowan                                                    |                                                                 |                                                                 | Guizhou Zhicheng                                                |                                                                 |                                                                 |                                                                 |                                                                 |
| 20                                                              | Trent Sainsbury                                                 |                                                                 |                                                                 | Internazionale                                                  |                                                                 |                                                                 |                                                                 |                                                                 |
| Middenveld                                                      |                                                                 |                                                                 |                                                                 |                                                                 |                                                                 |                                                                 |                                                                 |                                                                 |
| 10                                                              | Robbie Kruse                                                    |                                                                 |                                                                 | Liaoning Hongyun                                                |                                                                 |                                                                 |                                                                 |                                                                 |
| 13                                                              | Aaron Mooy                                                      |                                                                 |                                                                 | Huddersfield Town                                               |                                                                 |                                                                 |                                                                 |                                                                 |
| 14                                                              | James Troisi                                                    |                                                                 |                                                                 | Melbourne Victory                                               |                                                                 |                                                                 |                                                                 |                                                                 |
| 15                                                              | James Jeggo                                                     |                                                                 |                                                                 | Sturm Graz                                                      |                                                                 |                                                                 |                                                                 |                                                                 |
| 17                                                              | Ajdin Hrustić                                                   |                                                                 |                                                                 | FC Groningen                                                    |                                                                 |                                                                 |                                                                 |                                                                 |
| 21                                                              | Massimo Luongo                                                  |                                                                 |                                                                 | Queens Park Rangers                                             |                                                                 |                                                                 |                                                                 |                                                                 |
| 22                                                              | Jackson Irvine                                                  |                                                                 |                                                                 | Burton Albion                                                   |                                                                 |                                                                 |                                                                 |                                                                 |
| 23                                                              | Tom Rogić                                                       |                                                                 |                                                                 | Celtic FC                                                       |                                                                 |                                                                 |                                                                 |                                                                 |
| Aanval                                                          |                                                                 |                                                                 |                                                                 |                                                                 |                                                                 |                                                                 |                                                                 |                                                                 |
| 4                                                               | Tim Cahill                                                      |                                                                 |                                                                 | Melbourne City                                                  |                                                                 |                                                                 |                                                                 |                                                                 |
| 9                                                               | Tomi Jurić                                                      |                                                                 |                                                                 | FC Luzern                                                       |                                                                 |                                                                 |                                                                 |                                                                 |
| 7                                                               | Mathew Leckie                                                   |                                                                 |                                                                 | FC Ingolstadt 04                                                |                                                                 |                                                                 |                                                                 |                                                                 |
| 11                                                              | Jamie Maclaren                                                  |                                                                 |                                                                 | Brisbane Roar                                                   |                                                                 |                                                                 |                                                                 |                                                                 |
| Bondscoach: Ange Postecoglou                                    |                                                                 |                                                                 |                                                                 |                                                                 |                                                                 |                                                                 |                                                                 |                                                                 |

FFA · A-internationals · Selecties · Bondscoaches · Australisch vrouwenelftal · Australië U21 · Australië U20 · Australië U19 · Australië U18 · Australië U17
1920 – 1929 · 
1930 – 1939 · 
1940 – 1949 · 
1950 – 1959 · 
1960 – 1969 · 
1970 – 1979 · 
1980 – 1989 · 
1990 – 1999 · 
2000 – 2009 · 
2010 – 2019 ·
2020 − 2029
WK 1974 ·
WK 2006 ·
WK 2010 · 
WK 2014 · 
WK 2018
OS 1956 · 
OS 1988 · 
OS 1992 · 
OS 1996 · 
OS 2000 · 
OS 2004 · 
OS 2008 · 
OS 2020
1922 ·
1923 · 
1924 · 
1925–1932 ·
1933 ·
1934–1935 ·
1936 ·
1937 ·
1938 ·
1939–1946 ·
1947 · 
1948 · 
1949 ·
1950 · 
1951–1953 ·
1954 · 
1955 · 
1956 · 
1957 ·
1958 · 
1959–1964 · 
1965 · 
1966 ·
1967 ·
1968 ·
1969 · 
1970 · 
1971 ·
1972 · 
1973 · 
1974 · 
1975 · 
1976 · 
1977 · 
1978 · 
1979 · 
1980 · 
1981 · 
1982 · 
1983 · 
1984 · 
1985 · 
1986 · 
1987 · 
1988 · 
1989 · 
1990 · 
1991 · 
1992 · 
1993 · 
1994 · 
1995 · 
1996 · 
1997 · 
1998 · 
1999 · 
2000 · 
2001 · 
2002 · 
2003 · 
2004 · 
2005 · 
2006 · 
2007 · 
2008 · 
2009 · 
2010 · 
2011 · 
2012 · 
2013 ·
2014 · 
2015 · 
2016 ·
2017 ·
2018 ·
2019 ·
2020 ·
2021
Amerikaans-Samoa ·
Argentinië ·
Bahrein ·
Bangladesh ·
België ·
Brazilië ·
Bulgarije ·
Cambodja ·
Canada ·
Chili ·
China ·
Colombia ·
Cookeilanden ·
Costa Rica ·
DDR ·
Denemarken ·
Duitsland ·
Ecuador ·
Egypte ·
Engeland ·
Fiji ·
Filipijnen ·
Frankrijk ·
Ghana ·
Griekenland ·
Guam ·
Honduras ·
Hongarije ·
Hongkong ·
Ierland ·
India ·
Indonesië ·
Irak ·
Iran ·
Israël ·
Italië ·
Jamaica ·
Japan ·
Jordanië ·
Kameroen ·
Kenia ·
Kirgizië ·
Koeweit ·
Kroatië ·
Libanon ·
Liechtenstein ·
Maleisië ·
Marokko ·
Mexico ·
Nederland ·
Nepal ·
Nieuw-Caledonië ·
Nieuw-Zeeland ·
Nigeria ·
Noord-Ierland ·
Noord-Korea ·
Noord-Macedonië ·
Noorwegen ·
Oezbekistan ·
Oman ·
Palestina ·
Papoea-Nieuw-Guinea ·
Paraguay ·
Peru ·
Polen ·
Qatar ·
Roemenië ·
Salomonseilanden ·
Samoa ·
Saoedi-Arabië ·
Schotland ·
Servië ·
Singapore ·
Slovenië ·
Slowakije ·
Spanje ·
Syrië ·
Tadzjikistan ·
Tahiti ·
Taiwan ·
Thailand ·
Tonga ·
Tsjechië ·
Tsjecho-Slowakije ·
Tunesië ·
Turkije ·
Uruguay ·
Vanuatu ·
Venezuela ·
Verenigde Arabische Emiraten ·
Verenigde Staten ·
Vietnam ·
Wales ·
Zimbabwe ·
Zuid-Afrika ·
Zuid-Korea ·
Zuid-Vietnam ·
Zweden ·
Zwitserland
Amerikaans-Samoa (2001) · 
Argentinië (2022) ·
Brazilië (1997) · 
Brazilië (2006) · 
Chili (2014) · 
Denemarken (2018) · 
Denemarken (2022) · 
Duitsland (2010) · 
Frankrijk (2018) · 
Italië (2006) · 
Japan (2006) · 
Kroatië (2006) · 
Nederland (2014) · 
Peru (2018) · 
Spanje (2014) · 
Zuid-Korea (2015, 2)